# Чайная посуда

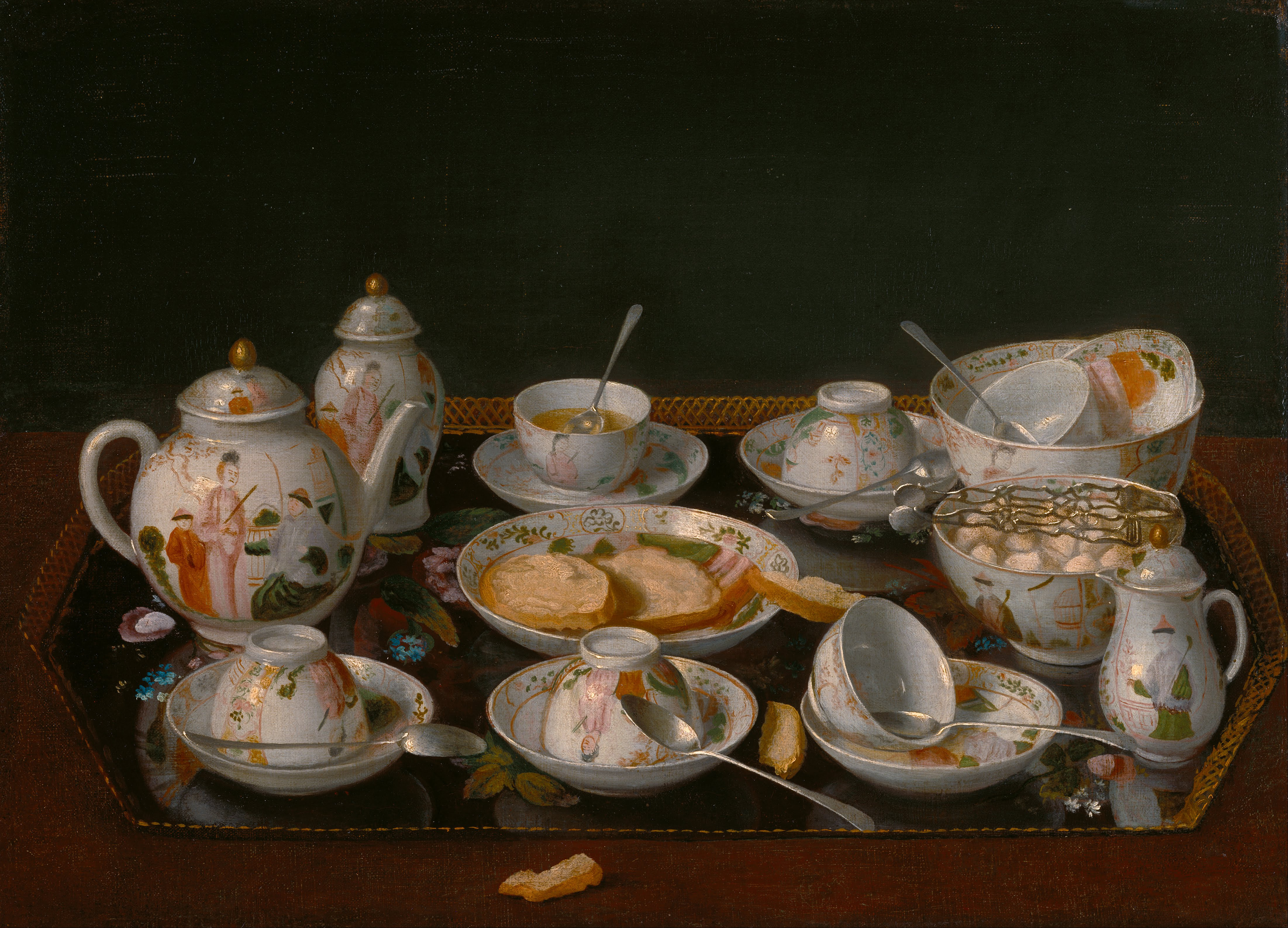
Чайная посуда на натюрморте конца XVIII века

Чайная посуда — посуда для питья, заваривания и хранения чая. Набор чайной посуды, выдержанной в едином стиле, именуется сервизом.

## Эволюция
Предметы чайной посуды менялись с изменением культуры потребления чая.

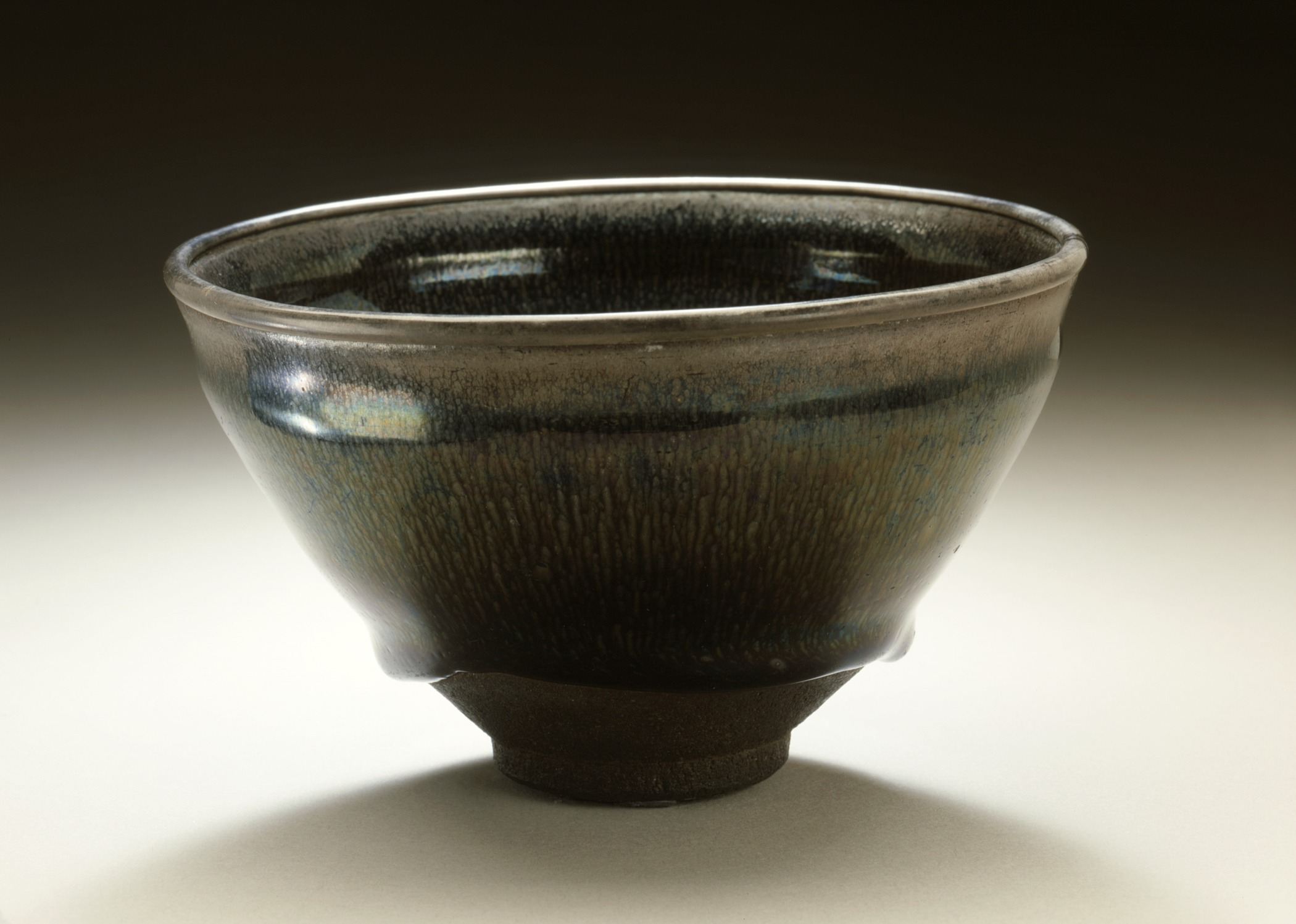
Пиала-тяван в стиле тэммоку, Китай, XII век

Сроки начала потребления чая неизвестны (упоминаются многие тысячелетия до нашей эры), но чай стал очень популярным в Китае уже к IV веку до н. э. До VII века н. э. для чая использовалась та же посуда, что и для еды и напитков, разделение началось во времена династии Тан. В то время чай прессовался в брикеты, от брикета отрывался кусочек, который затем варился в специальном котелке-чайнике. Простая посуда сохранялась до времен династии Сун (рубеж первого и второго тысячелетий н. э.), когда широкое распространение получил чай в порошкообразной форме.

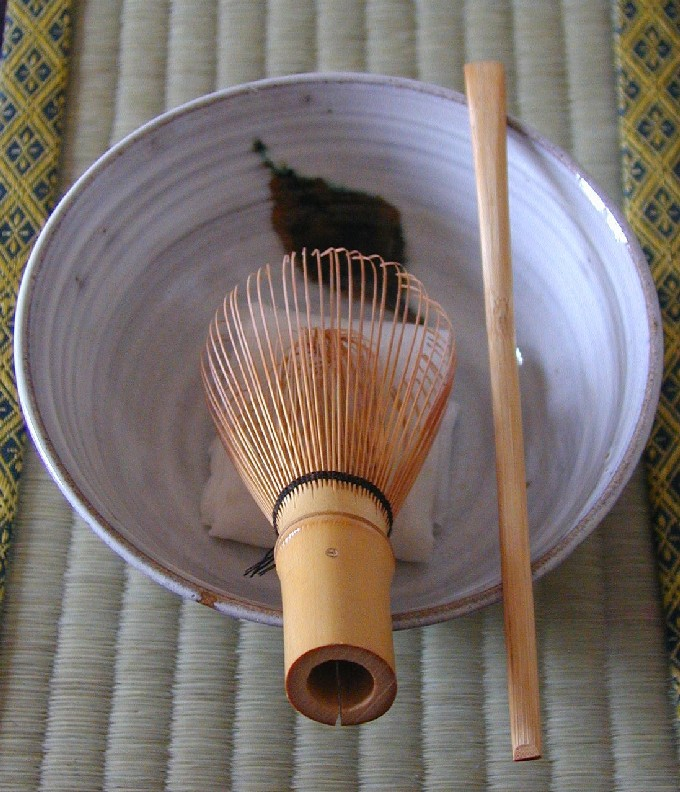
Японские инструменты для взбивания чая

Порошковый чай взбивали в чашке (подобно современной японской чайной церемонии), что потребовало широкого ассортимента приспособлений. Уже в VIII веке Лу Юй в книге «Чайный канон» упоминает 25 предметов, необходимых для питья чая должным образом. Центральным элементом оставалась пиала высотой 5—7 сантиметров.
К концу XV века популярность приобрел байховый чай в форме скрученных листьев, который требовалось заваривать в отдельной посуде; появились предтечи современных заварочныx чайников. Китайские оригиналы выглядели почти по-современному, но затем японские изготовители передвинули ручку на верх чайника, и китайцы позднее последовали японскому примеру.
К XVII веку центром развития чайной посуды стала Европа. Англичане предпочитали чёрный чай зелёному, популярному в Китае. Температуры, при которых заваривается чёрный чай, выше, и, чтобы не обжигать рук, английские мастера добавили к пиале ручку, создав современную чайную чашку. Некоторые специалисты описывают добавление ручки как чисто эстетический акт и отмечают, что пиалы оставались популярными в Англии до начала XIX века как более аутентичные для восточного по происхождения напитка. Любовь жителей Великобритании к добавлению молока и сахара (распространившаяся в 1720-х годах) привела к увеличению размеров чашек, а также появлению новой чайной посуды — сахарницы и молочника. Наборы из чайника, сахарницы и молочника, объединённых единым дизайном, стали популярными во времена Георга III, хотя отдельные образцы изредка встречались и ранее.
К началу XVIII века набор чайной посуды включал также щипцы для сахара, подставку для ложек, сосуд для сухого чая (чайницу), чашу-полоскательницу для использованной заварки. На картинах того времени также встречается кружка с крышкой и деревянной ручкой, по-видимому предназначенная для горячей воды; к 1750-м годам горячую воду стали держать в бульотке. 
Фарфоровое чайное блюдце было заимствовано Европой из Японии, его роль постепенно менялась: первоначально оно использовалось не только как подставка, но и для питья с целью более быстрого охлаждения или для смешивания со спиртным; с 1820-х годов питьё из блюдца стало считаться неизящным и блюдце обрело роль платформы для чашки, в это время на нём появилось углубление для центрирования дна чашки.
В начале XX века очередную революцию в чайной посуде осуществили американцы: изобретение чайного пакетика частично вернуло процесс заваривания обратно в чашки. Сравнительно большие размеры пакетиков потребовали дальнейшего увеличения емкости чашек, которые потому стали вытесняться кружками.